# På Solsidan
Pour plus de détails, voir Fiche technique et Distribution.
På Solsidan est un film dramatique suédois réalisé par Gustaf Molander et sorti en 1936.

## Synopsis
Eva Bergh est chez un prêteur sur gages. Pour obtenir suffisamment d'argent, elle doit aussi mettre en gages sa montre-bracelet et avec une chaîne en or. Dehors, elle rencontre son ami Olle Lagerberg qui lui propose de l'emmener car elle est en retard au travail. Elle dit qu'elle doit choisir entre renoncer au loyer ou à un « rêve bleu », comme elle dit. Alors c'est le loyer qui s'en va, dit Olle, parce qu'il la connaît bien. Eva est caissière remplaçante dans une banque et doit verser 7 000 couronnes suédoises à un client, Harald Ribe, propriétaire terrien. Elle lui donne mille couronnes de trop, qu'il lui rend et reçoit en retour un remerciement sec. Dehors, Harald rencontre Olle, un bon ami.
Le soir, Eva est à une fête chez Olle, à laquelle Harald a également été invité. Harald observe Eva assise avec un autre homme, l'écrivain à succès Joakim Brink, et Olle trouve qu'Harald a l'air distrait. Il l'informe qu'Eva est la fille d'un peintre célèbre et qu'elle peint elle-même. Olle lui montre une de ses toiles et Harald est ravi. Lors de la fête, Eva choisit un objet et prend une statue qui ressemble à un buste et qui se trouve entre Harald et Joakim.
Joakim se rend à Paris et veut inciter Eva à l'accompagner. Pendant un instant, elle se laisse séduire par ses phrases et il lui dicte en plaisantant une lettre d'adieu quelque peu poivrée à la banque, adressée à « Kalle Kurant », le surnom du directeur de la banque. L'une des anciennes maîtresses de Joakim apparaît et dit avec sarcasme qu'Eva fera probablement l'objet d'un ou deux chapitres dans son prochain roman. Elle prend la lettre et, apparemment, la transmet à la banque. Harald suit Eva chez elle, ce que sa propriétaire ne peut s'empêcher de remarquer. Comme Eva est en retard dans le paiement de son loyer et que la propriétaire a des principes moraux dépassés, Eva est immédiatement renvoyée. Le lendemain, elle est licenciée de son emploi à la banque, car le directeur de la banque, Karl Sund, ne voit pas d'humour dans la lettre de démission qu'elle a écrite.
Eva rencontre Harald dans un chantier naval où il met son voilier à l'eau. Lorsqu'elle lui dit qu'elle ne se sent plus à sa place nulle part, il lui demande de l'épouser en des termes quelque peu euphémiques. Elle objecte qu'ils ne se connaissent que depuis deux jours, mais il dit que c'est suffisant. Plus tard, ils disent au revoir à Kajsa, la sœur d'Harald, qui part pour Paris. Joakim est également à la gare et dit qu'il est déçu par Eva lorsqu'elle dit qu'elle va épouser Harald, ce qu'elle fait.
Sur Solsidan, Eva s'assoit, peint et se sent inutile. Elle pense elle-même que ses peintures ne valent rien, mais Harald pense simplement qu'elle n'a pas confiance en elle, ce qui est le cas, un point qui revient constamment dans leur conversation. Le modeste Olle est aussi de la partie en tant qu'invité rêveur et dit qu'Harald est toujours si sûr de lui et qu'il ne peut donc jamais être jaloux ou douter de son amour. La mère d'Harald regarde Eva avec condescendance. Elle pense qu'Eva n'est pas seulement un "meuble de luxe", mais un oiseau sauvage, une gitane qui ne demande qu'à passer à autre chose. Elle a en elle le sang d'une artiste perturbée, dit-elle.
Avant le dîner de régate, Harald demande à Olle qui Eva aimait le plus dans le cercle des anciens artistes. Il s'avère que c'est Joakim, et Harald décide de l'inviter par surprise. Lorsqu'Eva s'en aperçoit, Harald dit que c'est juste pour l'amuser, mais elle sent qu'il veut tester son amour et donc sa confiance en lui. Il veut simplement prouver qu'elle lui appartient, suggère-t-elle. Lorsque Joakim se montre très intéressé par Kajsa, qu'il a rencontrée à Paris, Eva dit à Olle que l'"amusement" d'Harald, c'est-à-dire son plan pour la mettre à l'épreuve, a disparu. Au lieu de cela, elle commence à séduire et à taquiner Olle, en disant qu'il n'est pas un grand chasseur. Elle finit par le provoquer au point qu'il l'embrasse sur la terrasse, sous les yeux de Harald et de sa mère.
Cependant, ils croient tous deux que c'est Joakim qui l'a embrassée et la mère pense qu'elle a confirmé ce qu'elle disait depuis le début, à savoir qu'elle ne l'avait pris que pour l'argent. Harald commence alors à douter de lui-même et finit par se confronter devant tout le monde. Il est soulagé d'apprendre que c'est "seulement" Olle qui l'a embrassée et pense que tout est fini. Mais Eva prononce alors un discours enflammé. Elle dit qu'il y a quelque chose dans le fait qu'elle l'a pris pour l'argent, comme le prétendait sa mère. Elle dit aussi que ceux qui ont vécu du côté ensoleillé ne savent rien de la vie merveilleuse, de tous les désirs que l'on peut avoir si l'on vit en bas. Elle veut lui ouvrir les yeux et utilise sa peinture comme exemple. Ce n'est que de la camelote, comme Scrooge pourra en témoigner. Elle lui a ainsi clairement indiqué qu'il ne devait pas être trop sûr de son amour. La mère d'Harald est convaincue par son discours et lui remet les clés de la maison en signe de réconciliation. Le lendemain, Harald emmène Eva dans son voilier et remporte une nouvelle victoire.

## Fiche technique
- Titre original : På Solsidan[1]
- Réalisation : Gustaf Molander
- Scénario : Gösta Stevens, Oscar Hemberg (sv), Helge Krog
- Photographie : Åke Dahlqvist
- Musique : Eric Bengtson
- Décros : Arne Åkermark
- Société de production : AB Wivefilm
- Pays de production :  Suède
- Langue originale : suédois
- Format : Noir et blanc - Son mono - 35 mm
- Genre : drame
- Durée : 92 minutes
- Date de sortie : 
  - Suéde : 3 février 1936[1]

## Distribution
- Ingrid Bergman - Eva Bergh, caissière de banque
- Lars Hanson - Harald Ribe, propriétaire terrien
- Karin Swanström - Mme Margareta Ribe, la mère de Harald
- Edvin Adolphson - Joakim Brink, auteur
- Marianne Löfgren - Kajsa Ribe, la sœur de Harald
- Einar Axelsson - Olle Lagerberg
- Erik Berglund (sv) - Karl Sund, directeur de banque
- Carl Browallius (sv) - Oncle Severin
- Eddie Figge (sv) - invité à la fête d'Olle, l'une des ex de Joakim
- Olga Andersson (sv) - Mme Adelberg, la logeuse d'Eva
- Wiktor Andersson (sv) - peintre au chantier naval
- Eric Gustafsson (sv) - banquier Westerberg, invité au dîner de la régate
- Gerda Landgren (sv) - Lina, la servante de Ribe
- Otto Malmberg (sv) - le banquier
- John Westin (sv) - le prêteur sur gages
- Emmy Albiin (sv) - la vieille dame du prêteur sur gages
- Wiktor Öst (sv) - l'organiste